# Distrito electoral federal 2 de Chiapas
El II Distrito Electoral Federal de Chiapas es uno de los 300 distritos electorales en los que se encuentra dividido el territorio de México para la elección de diputados federales y uno de los 13 en los que se divide el estado de Chiapas. Su cabecera es la ciudad de Bochil.

## Distritaciones anteriores

### Distritación 1996 - 2017
El II Distrito de Chiapas estuvo localizado en la zona de los Altos de Chiapas, lo conforman los municipios de Aldama, Bochil, Chalchihuitán, Chapultenango, Chenalhó, Francisco León, Huitiupán, Ixhuatán, Jitotol, Larráinzar, Ocotepec, Pantelhó, Pantepec, Pueblo Nuevo Solistahuacán, Rayón, San Andrés Duraznal, San Juan Cancuc, Santiago el Pinar, Simojovel, Sitalá, Tapalapa y Tapilula.

### Distritación 1977 - 1996
Entre 1977 y 1996 el Distrito II lo conformaban los municipios de San Cristóbal de las Casas, Chamula, Chenalhó, Chiapilla, Ixtapa, Larráinzar, Mitontic, Nicolás Ruiz, Pantelhó, San Lucas, Tenejapa, Totolapa y Venustiano Carraza, teniendo cabecera en San Cristóbal de las Casas.

### Distritación 1996 - 2005
Entre 1996 y 2005 el Distrito II se encontraba casi en la misma zona de Chiapas, pero su integración era diferente, siendo formado por municipios tanto de Los Altos, como del extremo norte de Chiapas, los municipios que lo integraban eran: Amatán, Chapultenango, El Bosque, Francisco León, Huitiupan, Ixhuatán, Ixtacomitán, Ixtapangajoya, Jitotol, Juárez, Ostuacán, Pichucalco, Pueblo Nuevo Solistahuacán, Rayón, Reforma, Simojovel, Solosuchiapa, Sunuapa, Tapiula, Tantepec y Tapalapa; y su cabecera era la ciudad de Pichucalco.

## Diputados por el distrito
| Diputado                           | Grupo parlamentario | Legislatura                       | Periodo     |
| ---------------------------------- | ------------------- | --------------------------------- | ----------- |
| R.J. Gutiérrez                     |                     | III                               | 1863 - 1865 |
| Juan José Ramírez                  |                     | IV                                | 1867 - 1868 |
|                                    |                     |                                   |             |
| Rafael Gutiérrez                   |                     | VII                               | 1873 - 1875 |
| José Julián Maldonado              |                     | VIII                              | 1875 - 1878 |
|                                    |                     |                                   |             |
| Juan Ayanegui                      |                     | X                                 | 1880 - 1882 |
| Jesús Oliver                       |                     | XI XII XIII                       | 1882 - 1888 |
| Federico Méndez Rivas              |                     | XIV XV XVI XVII                   | 1888 - 1896 |
| Víctor Manuel Castillo Corzo       |                     | XVIII XIX XX XXI XXII XXIII* XXIV | 1896 - 1910 |
| Fausto Moguel                      |                     | XXV                               | 1910 - 1912 |
| Rómulo Farrera                     |                     | XXVI                              | 1912 - 1914 |
| Enrique D. Cruz                    |                     | Constituyente                     | 1916 - 1917 |
| Enrique Suárez                     |                     | XXVII                             | 1917 - 1918 |
| Enrique Suárez                     | PLM                 | XXVIII                            | 1918 - 1920 |
| Luis E. Mayén                      |                     | XXIX                              | 1920 - 1922 |
| Cesar Martínez Rojas               |                     | XXX                               | 1922 - 1924 |
| Jesús Z. Nucamendi                 |                     | XXXI                              | 1924 - 1926 |
| Carlos Flores Tovilla              |                     | XXXII                             | 1926 - 1928 |
| Raymundo E. Enríquez               |                     | XXXIII                            | 1928 - 1930 |
| Juan M. Esponda                    |                     | XXXIV XXXV                        | 1930 - 1934 |
| Gustavo Marín R.                   |                     | XXXVI                             | 1934 - 1937 |
| Rafael Pascacio Gamboa             |                     | XXXVII                            | 1937 - 1940 |
| Ángel Hipólito Corzo Molina        |                     | XXXVIII                           | 1940 - 1943 |
| Juan M. Esponda                    |                     | XXXIX                             | 1943 - 1946 |
| Ramón Franco Esponda               |                     | XL                                | 1946 - 1949 |
| J. Rodolfo Suárez Coello           |                     | XLI                               | 1949 - 1952 |
| Abelardo de la Torre Grajales      |                     | XLII                              | 1952 - 1955 |
| Jesús Argueta López                |                     | XLIII                             | 1955 - 1958 |
| José Humberto Zebadúa Liévano      |                     | XLIV                              | 1958 - 1961 |
| Amadeo Narcia Ruiz                 |                     | XLV                               | 1961 - 1964 |
| Abraham Aguilar Paníagua           |                     | XLVI                              | 1964 - 1967 |
| Roberto Coello Lescieur            |                     | XLVII                             | 1967 - 1970 |
| Ángel Pola Bertolini               |                     | XLVIII                            | 1970 - 1973 |
| Rafael Moreno Ballinas             |                     | XLIX                              | 1973 - 1976 |
| José Fernando Correa Suárez        |                     | L                                 | 1976 - 1979 |
| Pedro Pablo Zepeda Bermúdez        |                     | LI                                | 1979 - 1982 |
| Areli Madrid Tovilla               |                     | LII                               | 1982 - 1985 |
| César Augusto Santiago Ramírez     |                     | LIII                              | 1985 - 1988 |
| Javier López Moreno                |                     | LIV                               | 1988 - 1991 |
| Cuauhtémoc López Sánchez Coello    |                     | LV                                | 1991 - 1994 |
| Antonio Pérez Hernández            |                     | LVI                               | 1994 - 1997 |
| Francisco Javier Martínez Zorrilla |                     | LVII                              | 1997 - 2000 |
| Andrés Carballo Bustamante         |                     | LVIII                             | 2000 - 2003 |
| María Elena Orantes                |                     | LIX                               | 2003 - 2006 |
| Víctor Ortiz Del Carpio            |                     | LX                                | 2006 - 2009 |
| Hernán de Jesús Orantes López      |                     | LXI                               | 2009 - 2012 |
| Pedro Gómez Gómez                  |                     | LXII                              | 2012 - 2015 |
| Hernán de Jesús Orantes López      |                     | LXIII                             | 2015 - 2018 |
| Humberto Pedrero Moreno            | [ c ]               | LXIV                              | 2018 - 2019 |
| Alfredo Antonio Gordillo Moreno    | [ c ]               | LXIV                              | 2019 - 2021 |
| Adela Ramos Juárez                 |                     | LXV                               | 2021 -2024  |
| Karina Margarita del Río Zenteno   |                     | LXVI                              | 2024-2027   |

## Elecciones de 2009
|  | Partido Acción Nacional                        |  | Gonzalo López Camacho         |
|  | Coalición Primero México (PRI, PVEM)           |  | Hernán de Jesús Orantes López |
|  | Partido de la Revolución Democrática           |  | José Luis Abarca Cabrera      |
|  | Coalición Salvemos a México (PT, Convergencia) |  | Ramiro Miceli Maza            |
|  | Partido Nueva Alianza                          |  | Herminio Gómez Hernández      |
|  | Partido Socialdemócrata                        |  | Cuauhtémoc González López     |